# Мечеть Шейха Лютфалли
Мечеть шейха Лотфоли (перс. مسجد شیخ لطف الله — Masjede Šeykh Lotfollâh) — найбільша мечеть Ісфагана, одна з найбільших мечетей Ірану і світу, розташована на сході площі Накш-е Джахан (також називається площею Імама), в центрі міста. Є одним із найяскравіших прикладів перської архітектури, зокрема ісфаханської школи. Один із об'єктів Світової спадщини ЮНЕСКО в Ірані, у складі площі Накш-е Джахан та розташованих на її території архітектурних пам'яток.

## Історія
Ініціатором будівництва був сефевідський правитель Аббас-Шах, який у 1598 перевів столицю своєї імперії з Казвіна до Ісфахану. Будівництво почалося в 1603, а завершилося в 1619. Це було першим грандіозним будівництвом, ініційованим Аббас-Шахом в Ісфахані. Згодом поряд з мечеттю, на площі Накш-е Джахан побудовані інші деякі архітектурні шедеври Ісфахана, зокрема палац Алі Гапу і мечеть Імама (історичні назви — мечеть Джамэ-е Аббас і мечеть Ша́ха). Архітекторами мечеті шейха Лотфоли та згаданих вище будівель були Бахаадін Аль-Амілі та Мохаммад Реза Ісфахані.
Названа на честь шейха Лотфолли, який був імамом цієї мечеті у перші роки її існування. Відрізняється своєю грандіозністю, великою кількістю різнокольорової та візерункової майоліки. Вважається однією з найкрасивіших і найвеличніших мечетей Ірану та світу. Мечеть також відрізняється відсутністю мінаретів.

## Галерея

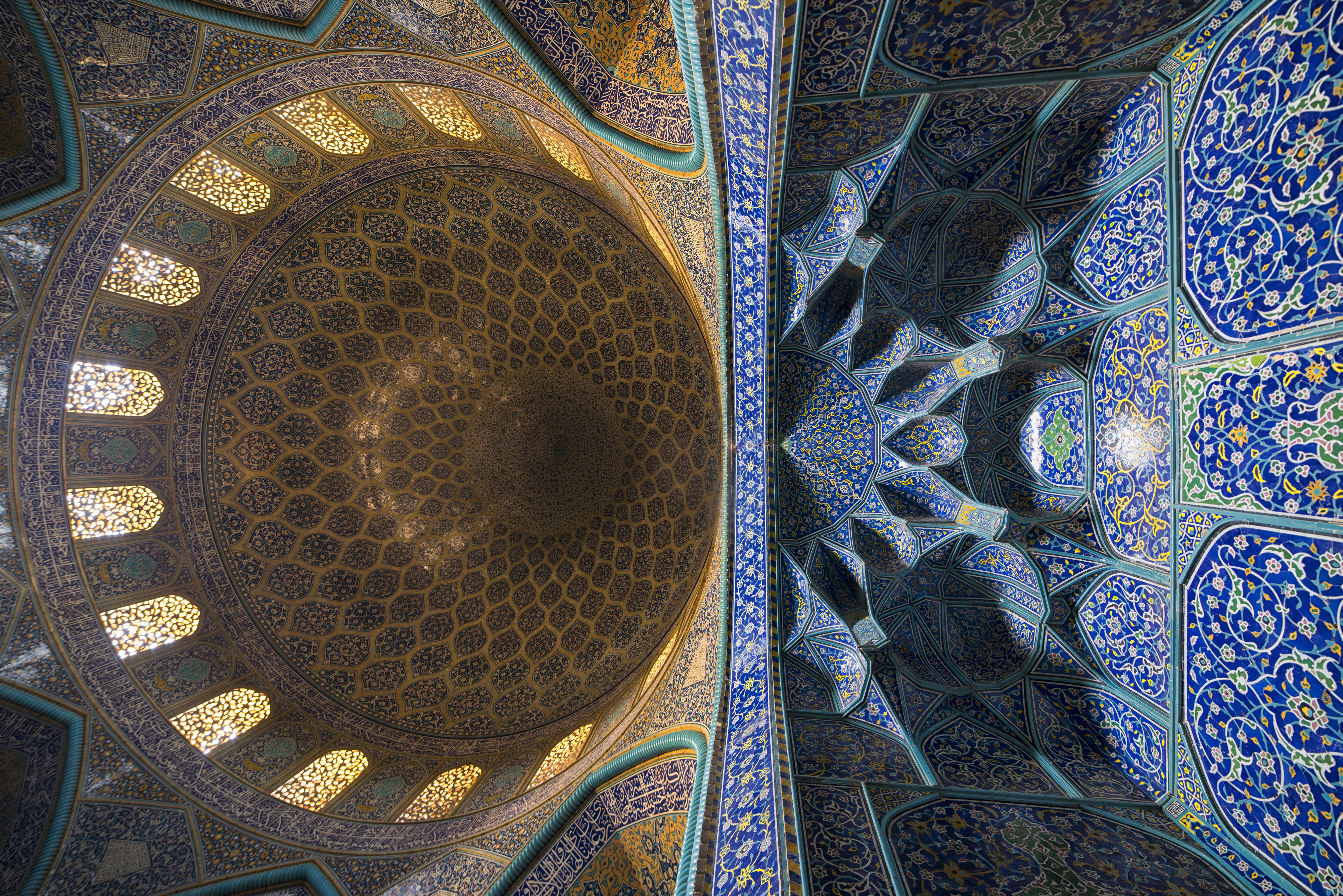